# Khamaj
Khamaj (ख़मज, em Devanágari; کھماج, em Arábico) é uma escala da música indiana. É também uma raga específica da thāt, um modo da música hindu. Muitos gêneros da música clássica indiana e estilos poéticos, tais como gazels e thumris, são criados com base na khamaj.